# モンテヴェルデ
モンテヴェルデ（伊: Monteverde）は、イタリア共和国カンパニア州アヴェッリーノ県にある、人口約800人の基礎自治体（コムーネ）。

## 地理

### 位置・広がり

#### 隣接コムーネ
隣接するコムーネは以下の通り。括弧内のPZはポテンツァ県所属を示す。
- アクイローニア
- ラチェドーニア
- メルフィ (PZ)

## 文化・観光
「イタリアの最も美しい村」クラブ加盟コムーネである。